# 나가토 이사무
나가토 이사무(일본어: 長門 勇, 1932년 1월 1일 ~ 2013년 6월 4일)는 일본의 배우이자 성우이다. 오카야마현 구라시키시 출신했다.